# الیوت ماتازو
الیوت ماتازو (انگلیسی: Eliot Matazo؛ زادهٔ ۱۵ فوریهٔ ۲۰۰۲) بازیکن فوتبال اهل بلژیک است.
وی همچنین در تیم‌های ملی فوتبال زیر ۱۷ سال بلژیک و زیر ۲۱ سال بلژیک بازی کرده‌است.